# Jessic Ngankam
Jessic Ngankam, né le 20 juillet 2000 à Berlin en Allemagne, est un footballeur allemand qui évolue au poste d'avant-centre au Hanovre 96, en prêt de l'Eintracht Francfort.

## Biographie

### En club
Né à Berlin en Allemagne, Jessic Ngankam est formé par le club de sa ville natale, le Hertha Berlin, qu'il rejoint en 2006. Avec l'équipe des U19 du club, il devient meilleur buteur du championnat de cette catégorie lors de la saison 2018-2019 avec 25 réalisations. 
Le 16 mai 2020, Jessic Ngankam joue son premier match en professionnel, lors d'une rencontre de Bundesliga face au TSG 1899 Hoffenheim. Il entre en jeu à la place de Dodi Lukebakio, lors de cette rencontre remportée par son équipe sur le score de trois buts à zéro.
Le 8 juillet 2021, Jessic Ngankam est prêté pour une saison au Greuther Fürth, tout juste promu en première division.
Ngankam retourne au Hertha à la fin de son prêt, et dans le même temps prolonge son contrat avec le club le 31 mai 2022. Il signe un nouveau bail courant jusqu'en juin 2025.
Le 14 juillet 2023 Jessic Ngankam s'engage avec l'Eintracht Francfort pour un contrat courant jusqu'en juin 2028 et une indemnité de 4 millions d'euros,.
En manque de temps de jeu, Ngankam est prêté pour une durée de six mois au FSV Mayence 05 en janvier 2024.

### En sélection
Avec l'équipe d'Allemagne des moins de 17 ans, Jessic Ngankam participe à la coupe du monde des moins de 17 ans en 2017. Lors de cette compétition organisée en Inde, il joue quatre matchs. Il se met en évidence en délivrant une passe décisive contre la Guinée en phase de poule. L'Allemagne est battue en quarts de finale par le Brésil (1-2).

## Vie personnelle
Jessic Ngankam possède des origines camerounaises. Il a un frère aîné, Roussel, qui est également footballeur.

## Statistiques
| Saison                | Club                  | Championnat           | Championnat | Championnat | Championnat | Coupe(s) nationale(s) | Coupe(s) nationale(s) | Coupe(s) nationale(s) | Compétition(s) continentale(s) | Compétition(s) continentale(s) | Compétition(s) continentale(s) | Compétition(s) continentale(s) | Total | Total | Total |
| Saison                | Club                  | Division              | M.          | B.          | P.d.        | M.                    | B.                    | P.d.                  | Comp.                          | M.                             | B.                             | P.d.                           | M.    | B.    | P.d.  |
| 2019-2020             | Hertha Berlin         | Bundesliga            | 4           | 0           | 1           | -                     | -                     | -                     | -                              | -                              | -                              | -                              | 4     | 0     | 1     |
| 2020-2021             | Hertha Berlin         | Bundesliga            | 15          | 2           | 0           | -                     | -                     | -                     | -                              | -                              | -                              | -                              | 15    | 2     | 0     |
| 2021-2022             | Greuther Fürth (prêt) | Bundesliga            | 6           | 2           | 1           | -                     | -                     | -                     | -                              | -                              | -                              | -                              | 6     | 2     | 1     |
| 2022-2023             | Hertha Berlin         | Bundesliga            | 18          | 4           | 2           | -                     | -                     | -                     | -                              | -                              | -                              | -                              | 18    | 4     | 2     |
| Sous-total            | Sous-total            | Sous-total            | 37          | 6           | 3           | -                     | -                     | -                     | -                              | -                              | -                              | -                              | 37    | 6     | 3     |
| 2023-2024             | Eintracht Francfort   | Bundesliga            | 15          | 0           | 0           | 2                     | 2                     | 0                     | C4                             | 6                              | 1                              | 0                              | 23    | 3     | 0     |
| Sous-total            | Sous-total            | Sous-total            | 15          | 0           | 0           | 2                     | 2                     | 0                     | -                              | 6                              | 1                              | 1                              | 23    | 3     | 1     |
| 2023-2024             | FSV Mayence (prêt)    | Bundesliga            | 7           | 0           | 0           | -                     | -                     | -                     | -                              | -                              | -                              | -                              | 7     | 0     | 0     |
| 2024-2025             | Hanovre 96 (prêt)     | 2. Bundesliga         | -           | -           | -           | -                     | -                     | -                     | -                              | -                              | -                              | -                              | 0     | 0     | 0     |
| Sous-total            | Sous-total            | Sous-total            | 7           | 0           | 0           | -                     | -                     | -                     | -                              | -                              | -                              | -                              | 7     | 0     | 0     |
| Total sur la carrière | Total sur la carrière | Total sur la carrière | 65          | 8           | 4           | 2                     | 2                     | 0                     | -                              | 6                              | 1                              | 1                              | 73    | 11    | 5     |